# بيدرو كوبيلا
بيدرو كوبيلا (بالإسبانية: Pedro Cubilla)‏ مواليد 25 أغسطس 1933 في بايساندو، الأوروغواي - الوفاة 16 مارس 2007 في مونتفيدو، كان لاعب كرة قدم أوروغوياني كان يلعب كلاعب وسط. سبق له أن لعب في كأس العالم لكرة القدم مع منتخب بلاده.

## روابط خارجية
- بيدرو كوبيلا على موقع الاتحاد الدولي (مؤرشف)  (الإنجليزية)
- بيدرو كوبيلا على موقع قاعدة بيانات كرة القدم.إي يو (الإنجليزية)
- بيدرو كوبيلا على موقع ناشيونال فوتبول تيمز (الإنجليزية)
- بيدرو كوبيلا على موقع Soccerway.com (الإنجليزية)
- بيدرو كوبيلا على موقع عالم كرة القدم.نت (الإنجليزية)